# Canale della Muzza
Il canale della Muzza (o canale Muzza; impropriamente fiume Muzza; Muscia in lombardo, pronunciato in milanese ['myʃa] e in lodigiano ['mysa]) è una diramazione del fiume Adda.

## Descrizione
Nasce a Cassano d'Adda, sotto il castello, termina sempre nell'Adda a Castiglione. La Muzza è uno dei primi canali artificiali costruiti nel nord Italia e in tutto il mondo.

## Storia
Nei tempi pre-romani, la Muzza era un ramo naturale dell'Adda, che iniziava a Cassano d'Adda in località Groppello d'Adda e disperdeva gradualmente le sue acque nella pianura, fino ad esaurirsi nei pressi di Paullo, anche se secondo alcuni le acque arrivavano fino all'attuale Melegnano, gettandosi nel Lambro (Addetta); l'irregolarità e il regime lento del corso d'acqua rendevano la zona più simile ad una palude che ad una pianura con un fiume, che confondeva i suoi specchi d'acqua con quelli dell'antico lago Gerundo. Il ramo era chiamato Addetta e riceveva le acque della Molgora.

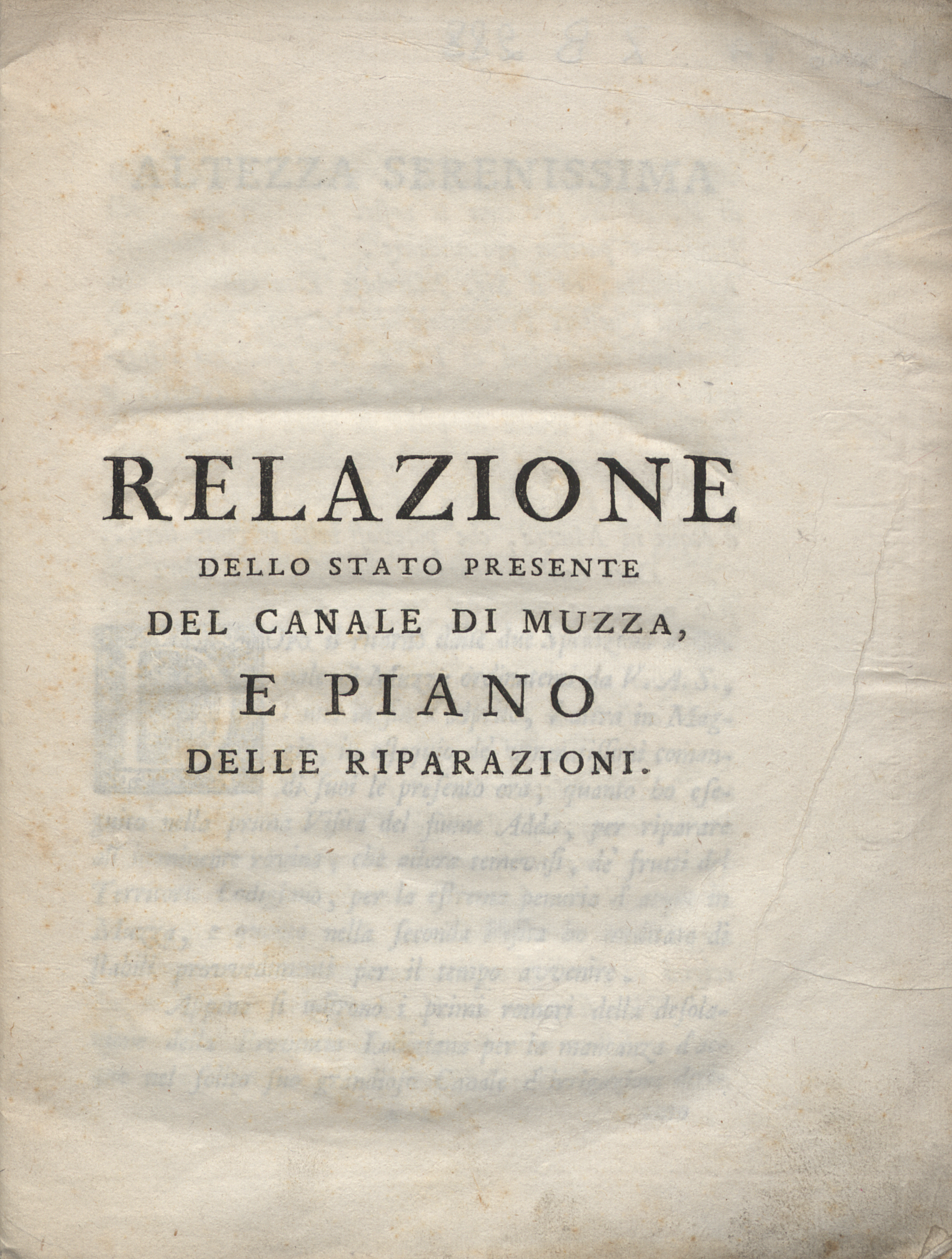
Giovanni Antonio Lecchi, Relazione dello stato presente del canale di Muzza, c. 1760

Quando i romani presero possesso di queste terre, il proprietario di questi terreni, un certo Tito Mutio (periodo di Pompeo), fece fabbricare uno sbarramento sul fiume nelle vicinanze di Paullo e una derivazione che rendesse possibile l'irrigazione dei suoi terreni; queste acque vennero denominate aquae Mutiae, cioè acque di proprietà della famiglia Mutia. Le acque eccedenti dalla diga proseguivano nello scolo (non si riscontra se esistente o costruito da Tito Mutio) fino al Lambro, che corrisponde all'attuale colatore Addetta, avendo mantenuto l'originario nome.
Tempo dopo, verso il 1150 circa, i terreni passarono all'ospedale Brolio di Milano.
Nella parte del territorio posto ad ovest dell'Adda (compreso nel quadrilatero degli odierni paesi di Lodi, Mulazzano, Paullo e Zelo Buon Persico), venne attuato un progetto di bonifica.
Dopo tale bonifica divenne disponibile un esteso territorio di terra fertile e coltivabile rendendo indispensabile le operazioni di irrigazione.
Nel 1218, terminate le varie guerre presso la città di Lodi, Federico II assegnò il canale ai Lodigiani, ai quali viene attribuita la costruzione (dal 1220 al 1230 circa) della parte del canale Muzza a valle di Paullo, fino a Castiglione d'Adda dove rientra nel fiume originario; tale costruzione di fatto triplicò la lunghezza del canale, che venne a corrispondere al percorso attuale; il prolungamento del canale apportò anche un'importante funzione nella bonifica del territorio e contribuì al prosciugamento del lago Gerundo.
Verso la metà del Cinquecento il canale Muzza fu sottratto a favore del Ducato di Milano dal governatore spagnolo Ferrante Gonzaga e, dopo varie vicissitudini giudiziarie, fu per sempre assoggettato al demanio.

## Idrografia

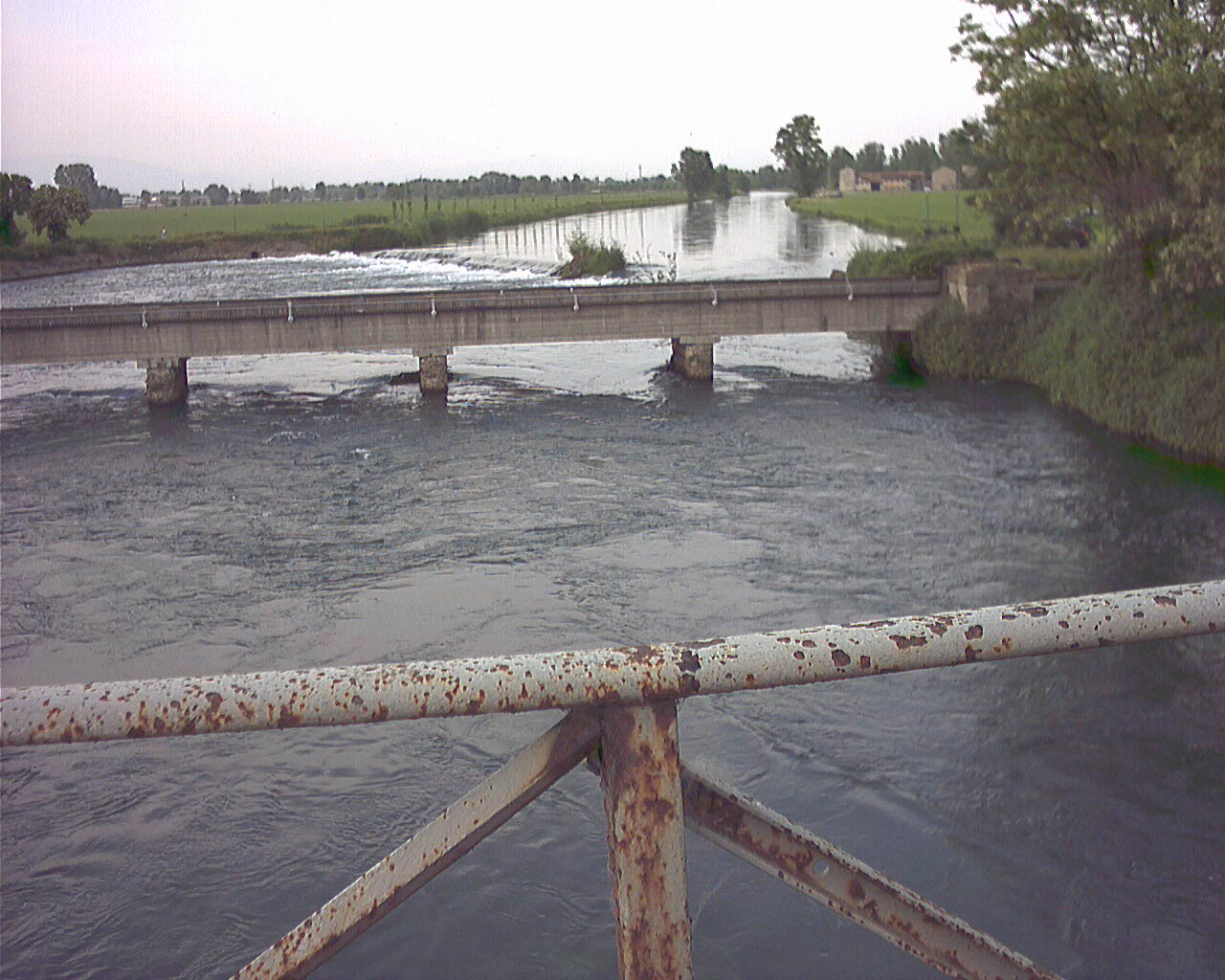
Il canale all'altezza del ponte di Lavagna

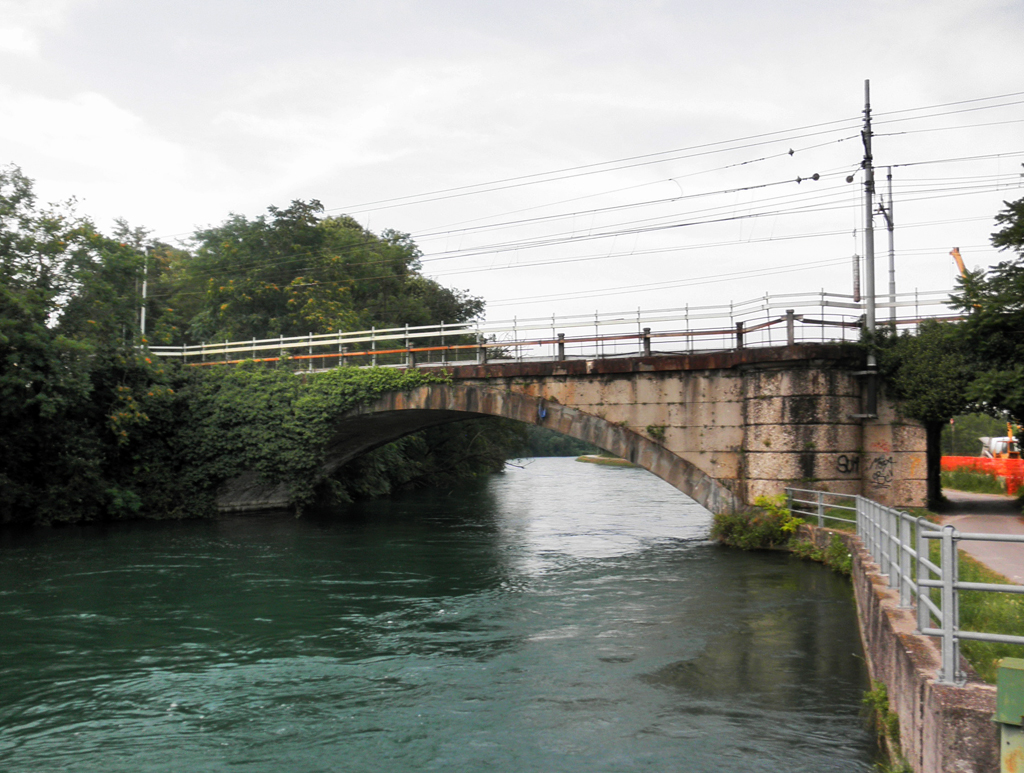
Il ponte di Cassano d'Adda ove inizia la Muzza

La Muzza inizia il suo percorso a Cassano d'Adda, tramite un manufatto artificiale particolare: a nord del centro abitato, dal fiume Adda si stacca il canale del Linificio, che serve la centrale idroelettrica che alimentava lo stabilimento di Cassano d'Adda del Linificio e Canapificio Nazionale ed ha breve corso (meno di 1 km); a lato della centrale una diga (diga del Retorto) alimenta il proseguimento dell'Adda naturale.
Muzza e Adda proseguono parallelamente al di sotto del ponte di Cassano, che sorregge la Padana Superiore e, subito dopo, una diga del tipo scolmatrice dà origine allo scolmatore Ferdinando che riporta gran quantità di acque all'Adda; questo sistema complesso (non siamo ancora a 1 km dall'inizio della Muzza) fa sì che la Muzza non sia mai vuota ma possa far rimanere quasi a secco l'Adda (evento che comunque non avviene), che serve assai meno le campagne dal punto di vista irriguo (se si eccettua la diramazione del Vacchelli presso Marzano di Merlino), e contemporaneamente assicura che il canale Muzza non possa esondare in modo disastroso.
Dopo il primo scolmatore, altri tre canali riportano immediatamente acqua all'Adda, mentre la Muzza entra nel comune di Truccazzano passando sotto al ponte seicentesco di Albignano d'Adda e successivamente a quello stradale della Rivoltana; successivamente riceve le acque del Molgora, in un evento unico in tutta Europa, se si eccettuano i sistemi idrici sotterranei metropolitani, Milano compresa: un corso d'acqua naturale si immette in uno artificiale, a causa dell'origine naturale della Muzza. Dalla confluenza della Molgora il canale entra in provincia di Lodi, comune di Merlino, ma di fatto continuerà a spostarsi tra le provincie di Milano e Lodi, segnandone a tratti il confine, tra i comuni di Settala e Paullo per la provincia di Milano e Merlino e Comazzo a Lodi; successivamente entra a Paullo presso il ponte di Conterico, poi passa sotto i ponti della Paullese nuova e vecchia dopodiché arriva ad un punto cruciale del percorso: la chiusa di Paullo.
Qui riceve le acque della Muzzetta e di altre due rogge, ma principalmente avviene il distacco del colatore Addetta che porterà le acque fino a Melegnano nel Lambro, insieme ad altri fossi per l'irrigazione; soprattutto qui termina l'antico corso della Muzza, probabilmente quello di origine naturale, e inizia quello costruito dai lodigiani nel XIII secolo.
Mentre l'Addetta prosegue in linea retta con il precedente corso della Muzza, la parte nuova del canale vira di 90° verso sud-est, affronta una diga con cascata presso il parco Muzza di Paullo e prosegue definitivamente nella provincia di Lodi, nel comune di Mulazzano, dove passa sotto al ponte della strada Pandina; poi attraversa il comune di Tavazzano con Villavesco a fianco della centrale termoelettrica EPH di Montanaso/Tavazzano con Villavesco (che utilizza l'acqua della Muzza per raffreddare i propri impianti), passando sotto alla via Emilia in località Muzza di Milano; attraversa il comune di Lodi Vecchio, tra il centro abitato e la città di Lodi; quindi passa sotto al ponte dell'ex strada statale 235 in località Muzza Sant'Angelo (in comune di Cornegliano Laudense).
Riattraversa la via Emilia a Muzza Piacentina (comune di Cavenago d'Adda), poi prosegue quasi in linea retta fino a Bertonico, successivamente compie un semicerchio attorno al paese di Castiglione d'Adda, avvicinandosi al fiume dove si riunisce riportando parecchia acqua all'Adda, mancando però dal conto le acque portate via dall'Addetta e dal Vacchelli.

## Galleria d'immagini

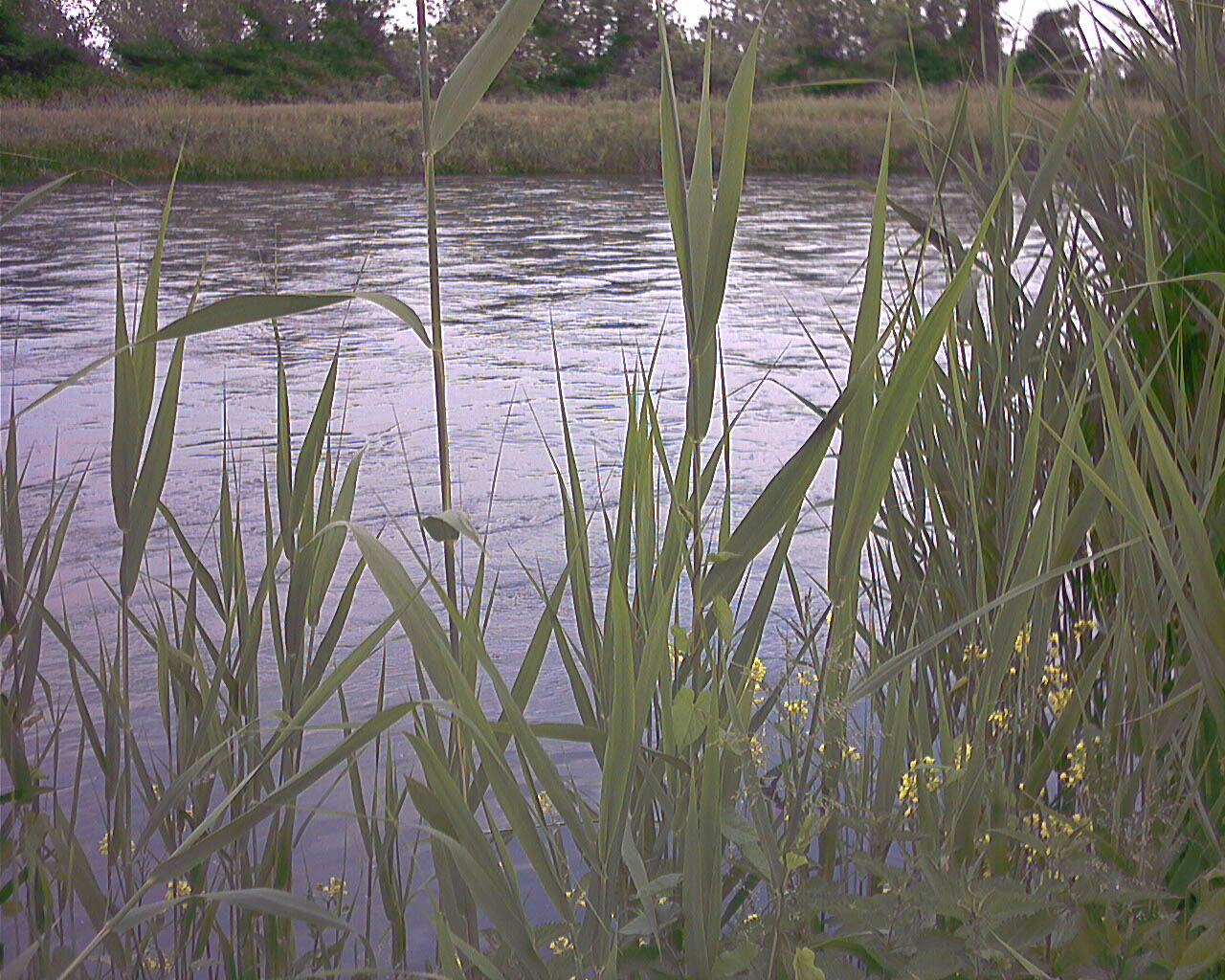
Uno scorcio primaverile della Muzza
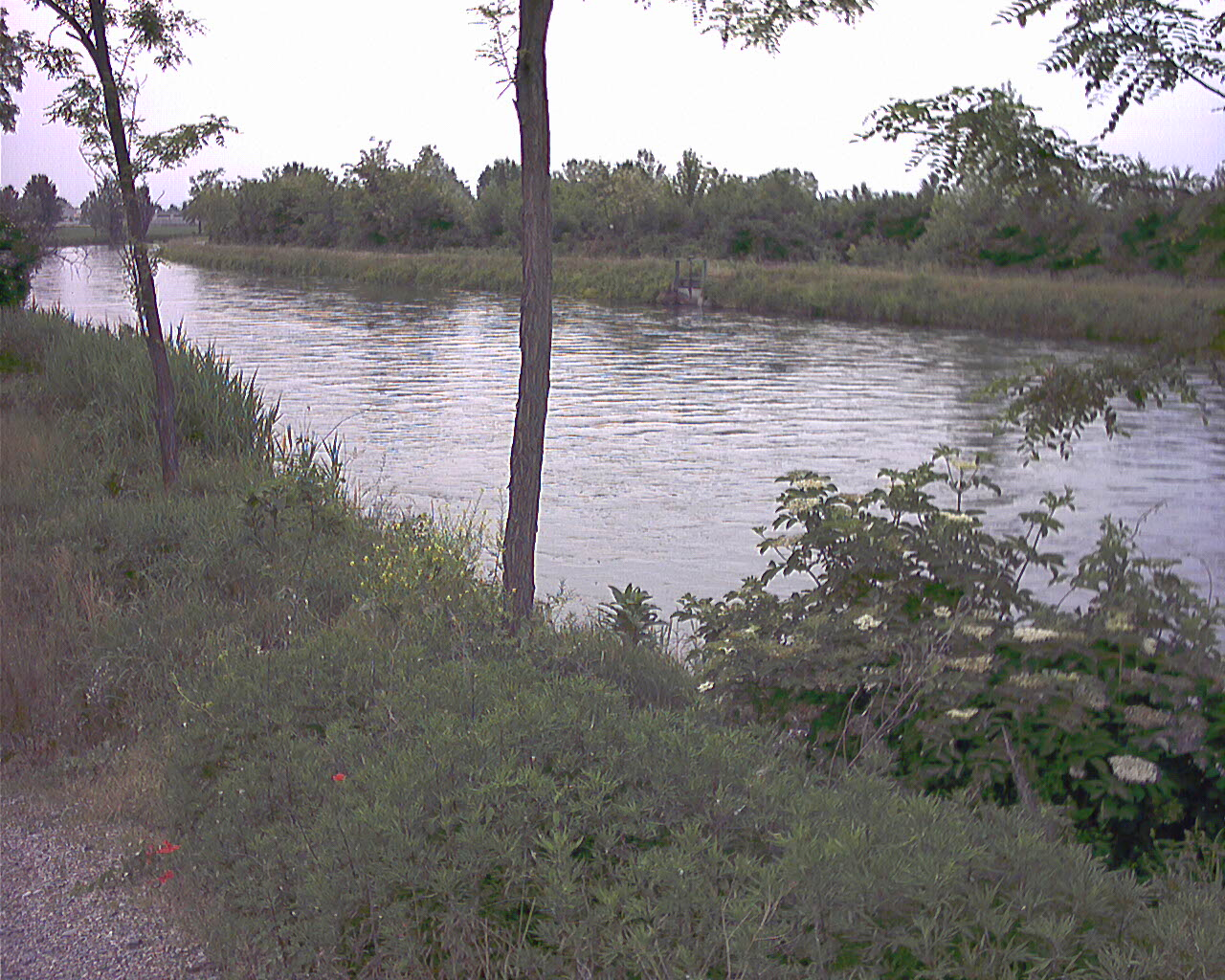
La Muzza nel comune di Comazzo
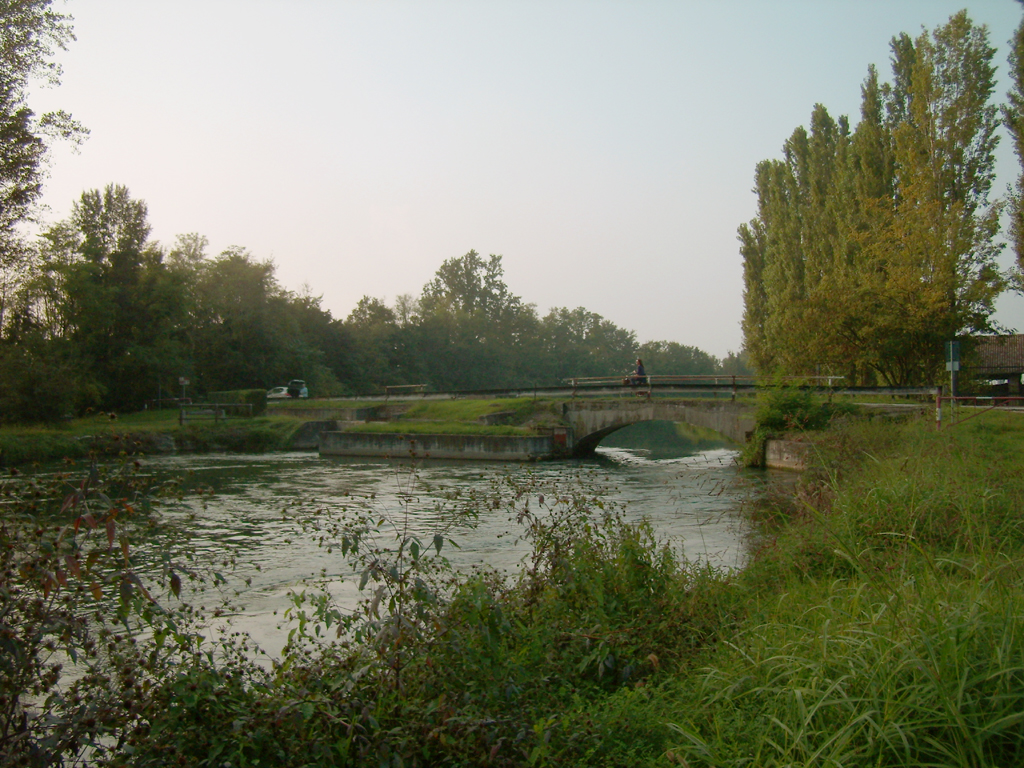
Il canale della Muzza, al confine fra Lodi e Lodi Vecchio
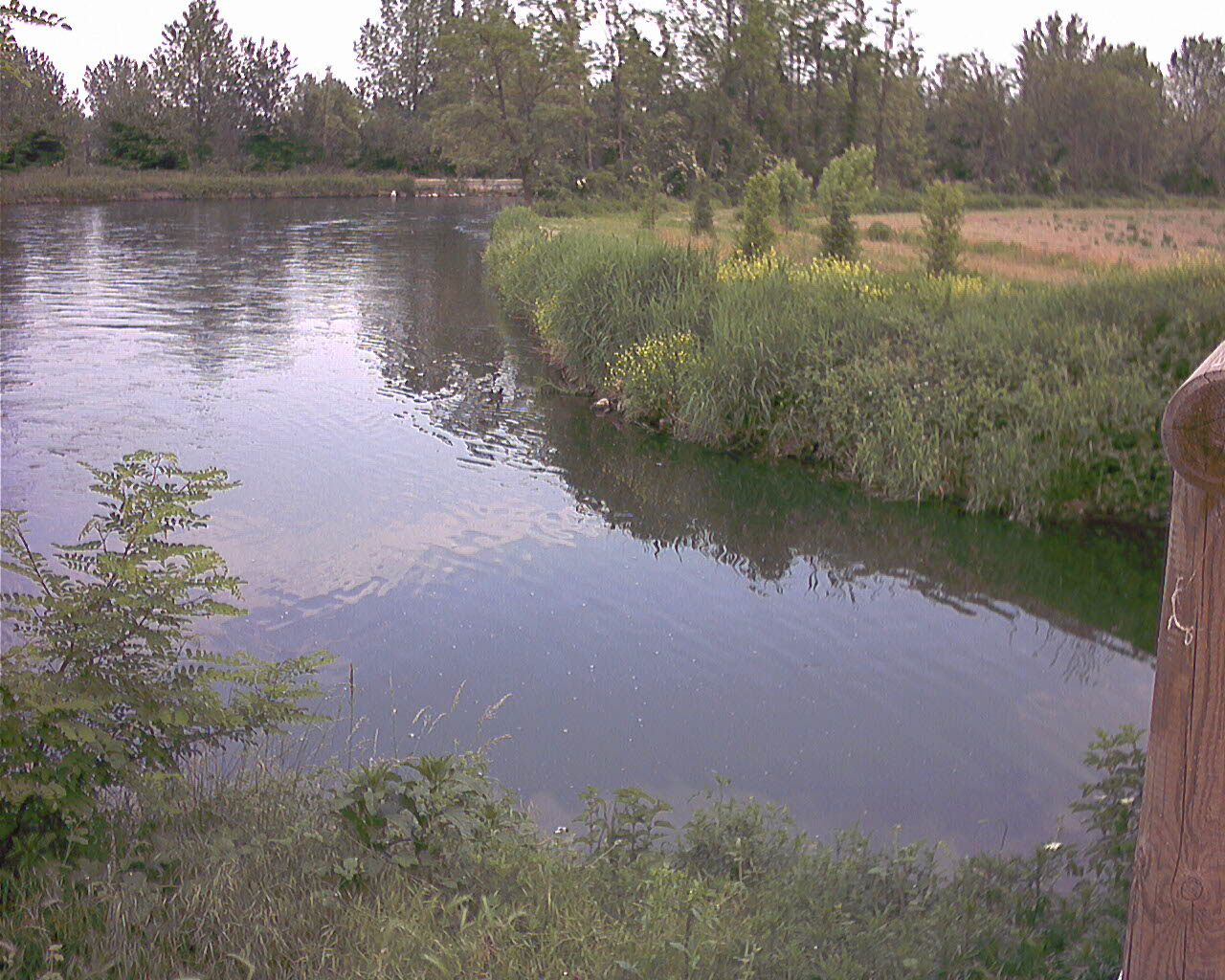
La Muzza alla confluenza del torrente Molgora